# Paruline à face noire
Geothlypis speciosa
Espèce
Statut de conservation UICN

 EN B1ab(i,ii,iii,iv,v) : En danger
La Paruline à face noire (Geothlypis speciosa) est une espèce de passereaux appartenant à la famille des Parulidae.

## Distribution

Carte de répartition de l'espèce (en vert).

La Paruline à face noire est endémique du Mexique.

## Systématique
D'après la classification de référence (version 5.2, 2015) du Congrès ornithologique international, cette espèce est constituée des deux sous-espèces suivantes :
- G. s. limnatis Dickerman, 1970 ;
- G. s. speciosa P. L. Sclater, 1859.

## Habitat
Elle préfère les roselières étendues peuplées de Typhas et de Scirpe aigu de haute taille.

## Conservation
Cette espèce subit un déclin principalement causé par le drainage de son habitat. La taille de la population n'est pas connue, mais elle est probablement très réduite.

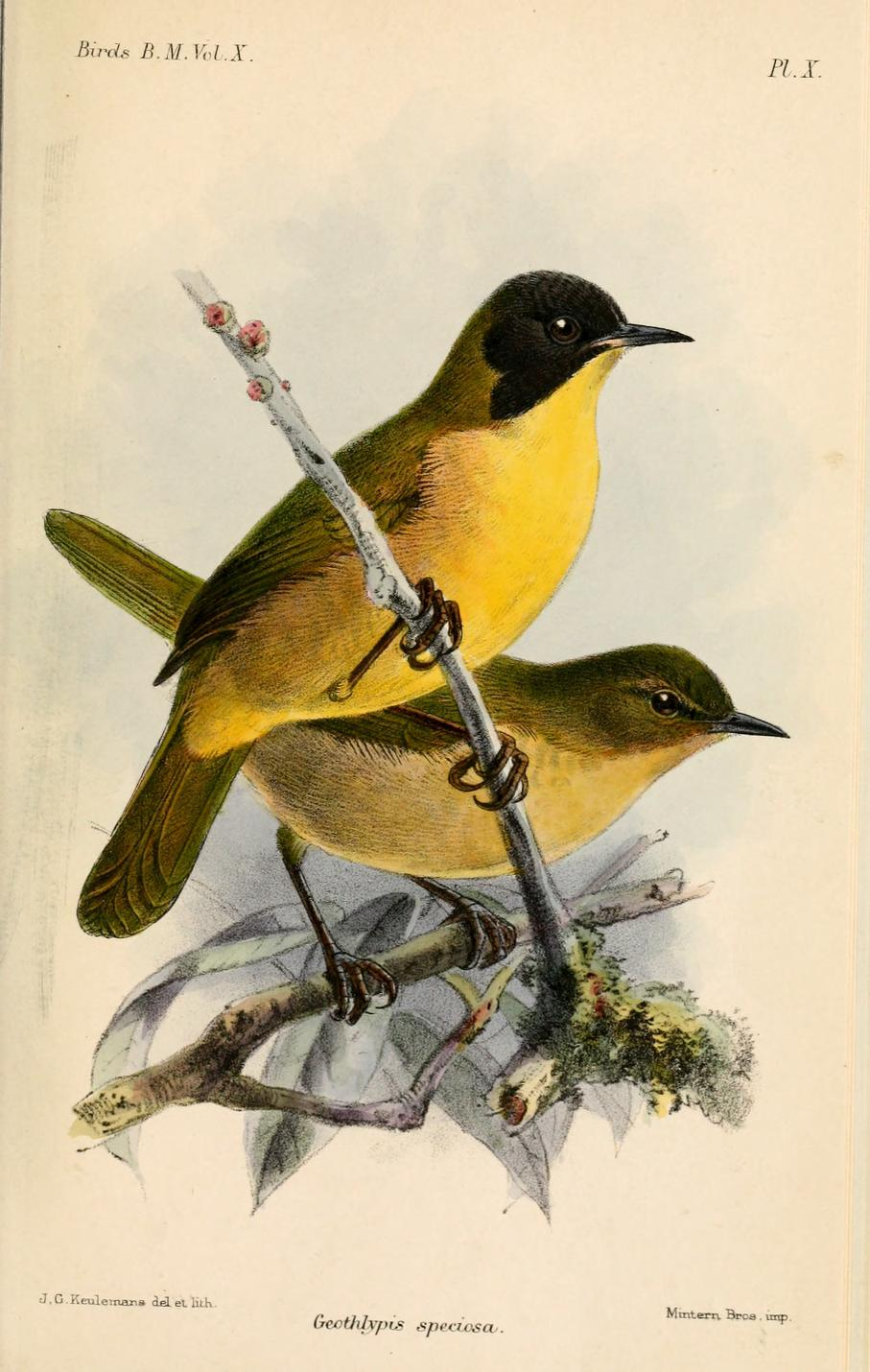
Illustration de John Gerrard Keulemans